# Gerhard Just (Schauspieler)
Gerhard Just (* 4. Juli 1904 in Cottbus; † 5. August 1977 in Tübingen) war ein deutscher Schauspieler, Hörspiel- und Synchronsprecher.

## Leben
Der gebürtige Brandenburger wuchs ohne Vater auf. Als er nach der Schulzeit ein Philosophie-Studium begann, musste er dieses aus finanziellen Gründen wieder abbrechen, um seine Mutter zu ernähren. Als er sich der Schauspielerei zuwandte ging er nach Berlin und nahm dort Unterricht bei Ferdinand Gregori. Sein erstes Engagement erhielt er in Eßlingen am Neckar. Die nächste Station war Bremerhaven, danach zog es ihn wieder nach Süd- und Südwestdeutschland. Er war u. a. in München, Karlsruhe und am Nationaltheater Mannheim zu sehen. Aber auch in Köln und Hannover hatte er große Erfolge zu verzeichnen. In der niedersächsischen Landeshauptstadt trat er in den Jahren 1948/49 in einer Inszenierung von Alfred Roller zunächst in Faust I und später in Faust II in der Titelrolle als wuchtiger und phantasievoller, am Ende dramatisch vernichteter Faust in Erscheinung. Aber auch als Charakterkomiker oder scharf zuschleifenden Karikaturenspieler konnte man den massig wirkenden Schauspieler erleben. Ein Zungenfehler, welcher ein leichtes gaumiges Lispeln hervorrief wirkte sich niemals nachteilig aus und galt dabei ehr als apartes Ausdrucksmittel.
1952 holte ihn Paul Hoffmann an das Staatstheater Stuttgart, dem er bis zu seinem Lebensende angehörte. Seine große Popularität konnte man daran erkennen, dass er bei seinem Erscheinen auf der Bühne jedes Mal den obligaten Auftrittsapplaus erhielt. Viele Rollen spielte er unter der Regie von Peter Palitzsch, so zum Beispiel mit Peter Roggisch in Warten auf Godot von Samuel Beckett. Über diese Aufführung schrieb die Zeitschrift Theater heute in Heft 9 des Jahrgangs 1977:
Und dann gab es in Stuttgart eine Aufführung, in der Palitzsch seinen diffizilen Realitätssinn im Zusammenwirken mit zwei Schauspielern meisterhaft an einem Stück wirksam werden ließ, das bis dahin als verrätseltes Parabel verstanden worden war: Becketts „Warten auf Godot“. Die beiden Wartenden waren eben  wartende Landstreicher, gespielt von Gerhard Just und Peter Roggisch. Ihr Warten trat nicht auf der Stelle, sondern war ausgefüllt von menschlicher Realität von dem Prozess der vielfältigen Beziehungen zwischen den beiden Wartenden. So deutlich und genau jede Phase dieses Prozesses vorgeführt wurde, so sehr blieb jede Einzelheit zart, verletzlich, liebevoll. Ein heiter- nüchterner Abend, an dem sich Justs Massigkeit und Steifigkeit so weit verfeinerte wie sich die Empfindungsschnelligkeit und -flüssigkeit von Peter Roggisch festigte, überprüfbar wurde. Die beiden zeigten, was das ist: Zusammenspiel. 
Gerhard Just, der am 14. Juli 1972 durch den baden-württembergischen Kultusminister Wilhelm Hahn (CDU) zum Staatsschauspieler ernannt wurde, war ein viel beschäftigter Schauspieler, der sich in seiner knapp bemessenen Freizeit mit lateinischen Studien beschäftigte. Einmal am 22. November 1975 geschah es, dass er an diesem Tag in drei verschiedenen Stuttgarter Inszenierungen auftreten musste: am Nachmittag in den Sunny Boys, am Abend als  Strawinski-Erzähler und anschließend in Kleists Käthchen.
In seinen späteren Jahren war er neben Hans Mahnke die beherrschende Altmännerfigur des Staatstheaters. Er spielte u. a. den Kaiser in Das Käthchen von Heilbronn von Heinrich von Kleist, den Alten in der Eiszeit von Tankred Dorst und den Kumentat in Rheinpromenade von Karl Otto Mühl.
Ab etwa Mitte der 1950er Jahre nahm er auch Rollen bei Film und Fernsehen an. So spielte er 1960 im 5. Teil von Am grünen Strand der Spree nach Hans Scholz den Direktor Gatzka, der zusammen mit seiner Gattin, dargestellt von Helen Vita, zur späten Stunde die Berliner „Jockey-Bar“ betritt und der anwesenden Runde erzählt, was er von der westdeutschen Nachkriegspolitik in Bezug auf West-Berlin hält. Es folgten weitere größere Rollen in Der Frieden unserer Stadt, Wer einmal aus dem Blechnapf frisst nach Hans Fallada und Der schlechte Soldat Smith. Auch in einer Folge der ZDF-Serie Die fünfte Kolonne war er zu sehen.
Häufiger jedoch war er als Hörspielsprecher im Einsatz. Hauptsächlich arbeitete Just in den Studios des SDR. Hier trat er in vielen Haupt- und Nebenrollen auf, wie in dem Mehrteiler Die Odyssee nach Homer, wo er als Poseidon zu hören war, als „Dicker“ in Die Dicken und die Dünnen oder als Thomas Skelton in dem Kriminalstück Das Faß.
Als Synchronsprecher lieh er u. a. Robert Newton in Major Barbara, Anthony Quayle in Hamlet und Mickey Rooney in Teufelskerle seine Stimme.
Gerhard Just, der am 5. August 1977 in einem Tübinger Krankenhaus verstarb, wurde am 10. August auf dem Friedhof Stuttgart-Plieningen beigesetzt. Er war mit der Schauspielerin Charlotte Schreiber-Just (1914–2000) verheiratet. Das Grab der beiden befindet sich in Abt. 8, Reihe 1, Nr. 12.

## Filmografie
- 1958: Moral (Otto Wasner) – Fernsehspiel – Regie: Rainer Wolffhardt, mit Fritz Schulz, Edith Schultze-Westrum, Steffie Helmar
- 1959: Menschen im Netz (Herr Liebermann) – Regie: Franz Peter Wirth, mit Hansjörg Felmy, Johanna von Koczian, Hannes Messemer
- 1960: Am grünen Strand der Spree, 5. Teil: Capriccio Italien (Direktor Gatzka) – Fernseh-Mehrteiler – Regie: Fritz Umgelter, mit Bum Krüger, Werner Lieven, Malte Jaeger, Günter Pfitzmann, Helen Vita
- 1960: Der Frieden unserer Stadt (Scharnberg) – Regie: Rainer Wolffhardt, mit Karl Ludwig Lindt, Lina Carstens, Hildegard Jacob
- 1962: Wer einmal aus dem Blechnapf frißt (nach Hans Fallada) (Polizei-Inspektor) – Fernseh-Dreiteiler – Regie: Fritz Umgelter, mit Klaus Kammer, Peter Ehrlich, Sigurd Fitzek, Ursula Dirichs
- 1963: Der schlechte Soldat Smith (Major) – Fernsehspiel – Regie: Fritz Umgelter, mit  Hanns Lothar, Eva-Maria Meineke, Günther Neutze
- 1963: Sonderurlaub (Rossmann) – Regie: Rainer Erler, mit Fritz Wepper, Mila Kopp, Wolfgang Schirlitz
- 1963: Freundschaftsspiel (Dr. Eckert) – Fernsehspiel – Regie: Fritz Umgelter, mit Hanns Lothar, Herta Fahrenkrog, Herwig Walter
- 1964: König Richard III (nach William Shakespeare) (Herzog von Buckingham) – Fernsehspiel – Regie: Fritz Umgelter, mit Wolfgang Kieling, Carl Wery, Maria Becker
- 1964: Eurydike (nach Jean Anouilh) – Fernsehspiel – Regie: Ludwig Cremer, mit Christoph Bantzer, Alfred Balthoff, Heidelinde Weis
- 1964: Die Verbrecher (nach Ferdinand Bruckner) – Fernsehspiel – Regie: Michael Kehlmann
- 1964: Haus Herzenstod (nach George Bernard Shaw) (Mangan) – Fernsehspiel – Regie: Detlof Krüger, mit Rudolf Forster, Gisela Trowe, Gisela Holzinger
- 1964: Der Prozeß Carl von O. – Fernsehspiel – Regie: John Olden, mit Rolf Henniger, Carl Lange, Siegfried Wischnewski, Inge Meysel, Charles Regnier
- 1965: Magie (Dr. Grimthorpe) – Fernsehspiel – Regie: Fritz Umgelter, mit Peter Schütte, Hellmut Lange, Harald Dietl
- 1966: Wilhelm Tell (nach Friedrich Schiller) (Werner Stauffacher) – Fernsehspiel – Regie: Karl Vibach, mit Max Eckard, Peter Roggisch, Ludwig Anschütz
- 1966: Der Fall Rouger (Conrad) – Regie: Oliver Storz, mit Margot Trooger, Karl-Michael Vogler, Günther Schramm
- 1966: Hurra – Ein Junge! (Geheimrat Theodor Nathusius)  – Regie: Klaus Wagner, mit Margot Léonard, Harry Wüstenhagen, Olga von Togni
- 1968: Die fünfte Kolonne, Folge:  Eine Million auf dem Nummernkonto (Koch) – Fernsehserie – Regie: Erich Neureuther, mit Carl Lange, Almut Eggert, Peter Oehme

## Hörspiele (Auswahl)
- 1946: Die Patrioten – Regie: Helmut Brennicke, mit Angela von Courten, Otto Arneth, Hans Christian Blech
- 1951: Der stählerne Floh – Regie: Henri Regnier, mit Ursula Hermanns, Gerhard Hölther, Hans Günter von Klöden
- 1952: Die verschlossene Tür (nach Fred von Hoerschelmann) – Regie: Walter Knaus, mit Armas Sten Fühler, Annedore Huber, Karl Marx
- 1952: Der Teufel hole die Philosophie (Konrad Barchmaster) – Regie: Walter Knaus, mit Martin Lübbert, Käte Jaenicke, Heinz Pielbusch
- 1952: Eine Stunde Aufenthalt (nach Fred von Hoerschelmann) (Tedder) – Regie: Walter Knaus, mit Peter Otten, Brigitte König, Max Noack
- 1952: Der Tramp (Atege) – Regie: Walter Knaus, mit Walter Kiesler, Walter Andreas Schwarz, Helmuth von Scheven
- 1952: Der Delphin (Oberkellner/Der Kellner Apollo) – Regie: Henri Regnier, mit Kurt Ehrhardt, Hans Günter von Klöden,  Eva Maria Bodenstedt (Neuaufnahme mit gleicher Besetzung 1953)
- 1952: Schützenstraße 131 (Hörspielreihe) (Fritz Lehmann) – Regie: Hans Goguel, mit Albert Ebbecke, Kurt Peter Bittler, Käthe Wolff
- 1952: Shakespeares Tod  (Jago) – Regie: Walter Knaus, mit Erich Ponto, Hanne Meyer, Michael Konstantinow
- 1953: Herodes und Mariamne  (nach Friedrich Hebbel) (Titus) – Regie: Walter Knaus, mit Friedrich Domin, Maria Wimmer, Fränze Roloff
- 1953: Der öffentliche Ankläger (Sanson, Scharfrichter) – Regie: Peter Arthur Stiller, mit Kurt Glass, Konrad Georg, Robert Seibert
- 1953: Unter der grünen Erde (Enzo Lombardi) – Regie: Walter Knaus, mit Julia Costa, Claus Hofer, Heinz Schimmelpfennig
- 1954: Partisanen (Aldo) – Regie: Walter Knaus, mit Elisabeth Höbarth, Walter Andreas Schwarz, Siegfried Wischnewski, Martin Held
- 1954: Schäferlegende (Gellhard) – Regie: Walter Knaus, mit Robert Müller, Gerhard Jentsch, Lucy Valenta
- 1955: Dei lessten Peere (Dr. Hans Pockies, en Notar un Rechtsanwalt) – Regie: Heinrich Koch, mit Wilhelm Rüter, Wilhelm Bartholdy, Marie Gehrs
- 1955: Der Fall Cortot – Regie: Armas Sten Fühler, mit Herzlieb Kohut, Ruth Puls, Heinz Bennent
- 1956: Unter der Sonne Satans (Dr. Leval, Arzt) – Regie: Heinrich Koch, mit Heinz Klevenow, Walter Bäumer, Mila Kopp
- 1957: Lysistrate oder: Der Bettstreik der Athenerinnen  (nach Aristophanes) (Agathon) – Regie: Arno Assmann, mit Elisabeth Flickenschildt, Karin Schlemmer, Uta Rücker
- 1957: Der verlorene Augenblick (Wirt) – Regie: Kurt Hübner, mit Kurt Ehrhardt, Ingeborg Riehl, Herbert A. E. Böhme
- 1957: Das Sankt Galler Spiel von der Kindheit Jesu – Autor und Sprecher: Albrecht Goes – Regie: Hanns Korngiebel, mit Elisabeth Sanden, Milia Fögen, Elsa Pfeiffer
- 1957: Die Dicken und die Dünnen  (Dicker Soldat) – Regie: Hans Rosenhauer, mit Klaus Mewes, Rainer Gatzmann, Willy Domy
- 1957: Tun mit h geschrieben (Mann) – Regie: Paul Land, mit Max Mairich, Karin Schlemmer, Fritz Albrecht
- 1957: Paris in 96 Stunden (Emil Queck) – Regie: Irmfried Wilimzig, mit Peter Höfer, Hans Helmut Dickow, Walter Andreas Schwarz
- 1957: Schicksale in unserer Hand (Herr Kowalske) -Regie: Karl Ebert, mit Peter H. Schwerdt, Norbert Scheumann, Karl Renar
- 1958: Die geheimnisvolle Truhe (Postbote und Traummann) – Regie: Oskar Nitschke, mit Flory Jacobi, Mila Kopp, Hans Mahnke
- 1958: Mitternachtswalzer (Erikson) – Regie: Paul Land, mit Richard Münch, Anneliese Uhlig, Ortrud Bechler
- 1958: Keine Hoffnung für Mister Calder (Nadow) – Regie: Paul Land, mit Wolfgang Büttner, Willi Reichmann, Hans Mahnke
- 1958: Vorsätzlich Regie: Paul Land, mit Edith Heerdegen, Hans Treichler, Fred Goebel
- 1958: Hallo, Gregory – Regie: Paul Land, mit Irene von Meyendorff, Willi Reichmann, Ernst Ronnecker
- 1958: Der vierte Mann – Regie: Oskar Nitschke, mit Peter Capell, Willi Reichmann, Ernst Ronnecker
- 1958: Das irdene Wägelchen (nach Ferdinand Bruckner) (Ein Ausrufer) – Regie: Oskar Nitschke, mit Wolfgang Büttner, Hans Georg Laubenthal, Axel Hanisch
- 1958: Der Mann im Nebel  – Regie: Karl Ebert, mit Rita Plum, Uta Rücker, Karl-Heinz Bernhardt
- 1958: Die Verwechslung (nach Milo Dor) (Anton) – Regie: Oswald Döpke, mit Hans Helmut Dickow, Walter Thurau, Heinz Klingenberg
- 1958: Ein Fall für Dr. Morelle – Regie: Oskar Nitschke, mit Milia Fögen, Flory Jacobi, Hans Helmut Dickow
- 1958: Geheimnisvolle Kugeln – Regie: Oskar Nitschke, mit Rolf Kutschera, Heinz Schimmelpfennig,  Karl Bockx
- 1958: Silberpfeil (Krause, Fahrlehrer) – Regie: Paul Land, mit Willi Reichmann, Karin Schlemmer, Kurt Haars
- 1958: Die Salabert (Prokoff) – Regie: Paul Land, mit Gustl Halenke, Jürgen Goslar, Lina Carstens, Joachim Engel-Denis
- 1958: Das Lied der Drehorgel (Kneipenwirt) – Regie: Paul Land, mit Kurt Haars, Hans Mahnke, Wilhelm Kürten
- 1958: Weihnachtsgeschenke – Regie: Paul Land, mit Anne Andresen, Uta Frey, Eva Lang
- 1958: Der Mann im Keller (Lecour) – Regie: Karl Ebert, mit Wilhelm Kürten, Ruth Hellberg, Heinz-Leo Fischer
- 1958: Der Kabeldieb (Direktor) – Regie: Oskar Nitschke, mit Erik Schumann, Marlene Simon, Ulrich Marnach
- 1958: Viel Geschrei um wenig Wolle (Erich Madsen) – Regie: Paul Land, mit Kurt Haars, Steffy Helmar, Edith Heerdegen
- 1958: Fernamt bitte! – Regie: Oskar Nitschke, mit Edith Heerdegen, Ludwig Anschütz, Pia Mühlen
- 1958: Die Tochter des Brunnenmachers (Herr Mazel) – Regie: Cläre Schimmel, mit Willy Reichert, Johanna Wichmann, Asgard Hummel
- 1958: Moral (nach Ludwig Thoma) (Professor Wasner) – Regie: Paul Land, mit Herbert Grünbaum, Mila Kopp, Herbert Steinmetz
- 1958: Geist und Herz Flanderns (Lamme Goedzak) – Mit Curt Elwenspoek, Hans Helmut Dickow, Ludwig Anschütz
- 1958: Die Dame in der schwarzen Robe (Kent) – Regie: Cläre Schimmel, mit Anneliese Römer, René Deltgen, Charles Regnier
- 1959: Der Frieden unserer Stadt (Studienrat Tachewski) – Regie: Paul Land, mit René Deltgen, Hans Helmut Dickow, Harald Baender
- 1959: Woyzeck (nach Georg Büchner)  (Tambourmajor) – Regie: Herbert Maisch, mit René Deltgen, Heidemarie Hatheyer, Charles Regnier
- 1959: Kurzschluß – Regie: Willi Semmelrogge, mit Wolfgang Kieling, Klaus Höhne, Ortrud Bechler
- 1959: Belagerungszustand (nach Albert Camus) (Astrologe) – Regie: Günther Rennert, mit Charles Regnier, Ann Höling, Paul Hoffmann
- 1959: Tod auf Jamaica – Regie: Oskar Nitschke, mit Eva Maria Meinecke, Kurt Haars, Wolf Frees
- 1959: Reporter des Satans (Mr. Boot) – Regie: Karl Ebert, mit Wolfgang Kieling, Max Mairich, Ortrud Bechler
- 1959: Die Golfstrom-Story (Zitate) – Regie: Irmfried Wilimzig, mit Heinz Schimmelpfennig, Karin Schlemmer, Maria Häussler
- 1959: Der Urfaust (nach Johann Wolfgang von Goethe) (Brander) – Regie: Ulrich Erfurth, mit Klausjürgen Wussow, Charles Regnier, Gertrud Kückelmann
- 1959: Die Odyssee (nach Homer) (Poseidon) – Regie: Gustav Rudolf Sellner, mit Mathias Wieman, Gerd Brüdern, Agnes Fink,
- 1959: Hexenschüsse (Hellriegel) – Autor und Regisseur: Werner Illing, mit Hans Mahnke, Edith Heerdegen, Willi Reichmann
- 1959: Der Augenzeuge -Regie: Oskar Nitschke, mit Hans Treichler, Anni Steiner, Klaus Höhne
- 1959: Das Geld der anderen (Brecht) – Regie: Oskar Nitschke, mit Wolfgang Kieling, Uta Rücker, Werner Bruhns
- 1959: Rache ist süß – Regie: Willy Semmelrogge, mit Wolfgang Kieling, Ingeborg Schubert, Lieselotte Bruhns
- 1960: Das Gartenfest oder Die Reise des Herrn Admet (Pope) – Regie: Peter Schulze-Rohr, mit Paul Klinger, Dagmar Altrichter, Rolf Wertheimer
- 1960: Die begnadete Angst (Beauftragter) – Regie: Cläre Schimmel, mit Fred C. Siebeck, Gertrud Kückelmann, Rudolf Therkatz
- 1960: Klavier zu verkaufen (Herr Knaack) – Regie: Peter Hamel, mit Klaus Höhne, Thessy Kuhls, Charles Wirths
- 1960: Der Mord in der Villa Mauresque – Regie: Oskar Nitschke, mit Ortrud Bechler, Maria Häussler, Thessy Kuhls
- 1960: Verkündigung – Regie: Otto Kurth, mit Wolfgang Schirlitz, Erik Schumann, Mathias Wieman
- 1960: Langusten (Herr Stamer) – Regie: Oskar Nitschke, mit Lotte Betke, Käthe Lindenberg, Elisabeth Zimmer
- 1960: Falsch verbunden – Regie: Paul Land, mit Liane Pesch, Elsa Pfeiffer, Norbert Beilharz
- 1960: Ubu oder Des schlimmen Endes langer Schwanz – Regie: Irmfried Wilimzig, mit P. Walter Jacob, Erna Sellmer, Steffy Helmar
- 1960: Leuchtturm 12 (John Diamond) – Regie: Oskar Nitschke, mit Herbert Fleischmann, Xenia Pörtner, Fred Metzler
- 1960: Ein Mädchen namens Nemesis – Regie: Oskar Nitschke, mit Thessy Kuhls, Kurt Haars, Klaus Höhne,
- 1960: Portrait eines Mörders – Regie: Karl Ebert, mit Joachim Engel-Denis, Uta Rücker, Maria Häussler
- 1960: Jugendgericht (Karl Scheuble, Vater von Lena Malrowsky) – Regie: Karl Ebert, mit Wolfgang Schirlitz, Karl Renar, Maria Häussler
- 1960: Strand der Fremden (Elroy W. Bodkin) – Regie: Otto Kurth, mit Herbert Fleischmann, Maria Becker, Mario Nitsche
- 1960: Jeder nach seiner Art (Prestino) – Regie: Otto Kurth, mit P. Walter Jacob, Walter Thurau, Karl Renar
- 1960: Herrenbesuch (nach Norman Edwards) – Regie: Oskar Nitschke, mit Kurt Haars, Klaus Höhne, Uta Rücker, P. Walter Jacob, Ingeborg Schubert, Adele Lindemer, Fred C. Siebeck